# Ligue des champions de futsal de l'UEFA 2018-2019
Navigation
Édition précédente Édition suivante
La Ligue des champions de futsal de l’UEFA 2018-2019 est la dix-huitième édition — et la première sous cette appellation — de la Ligue des champions de futsal de l'UEFA, la plus prestigieuse coupe européenne des clubs européens. Créée par l’UEFA, elle est ouverte aux clubs de futsal des associations membres de l’UEFA, qualifiés en fonction de leurs résultats en championnat.
La finale à quatre se déroule en avril 2019 à Almaty.

## Format de la compétition
Comme lors des éditions précédentes, les trois premiers tours de la Ligue des champions de futsal de l’UEFA se déroulent sous la forme d’une succession de mini-tournois à quatre équipes appelés tour préliminaire, tour principal et tour élite. Ces tournois toutes rondes se déroulent sur le terrain de l’une des équipes (notée H dans les tableaux qui suivent) et durent quatre jours dont un jour de repos.
Cependant, le tour principal est largement revu depuis la saison 2017-2018. Tout d’abord, aucun club n’en est désormais dispensé (ils étaient quatre jusque-là). De plus, il est scindé en deux voies différentes. D’une part, les quatre groupes de la voie A (que l’on peut assimiler à des poules hautes) réunissent 16 des 20 meilleures équipes et offrent trois places chacun pour le tour suivant. D’autre part, les quatre groupes de la voie B, dont seuls les vainqueurs poursuivent la compétition, rassemblent les équipes classées entre la 13e et la 16e place ainsi que celles au-delà de la 20e ou issues des groupes de qualification.
Les autres tours conservent le même fonctionnement que les saisons précédentes avec un seul qualifié par poule.
La dernière phase est une finale à quatre qui se déroule elle aussi sur le terrain d’un des participants. Les demi-finales sont suivies, deux jours après, du match pour la troisième place et de la finale,.

### Calendrier
| Nom               | Tirage au sort  | Matchs                         | Participants        | Qualifiés |
| ----------------- | --------------- | ------------------------------ | ------------------- | --------- |
| Tour préliminaire | 5 juillet 2018  | du 28 août au 2 septembre 2018 | 32                  | 8         |
| Tour principal    | 5 juillet 2018  | du 2 au 7 octobre 2018         | 32 dont 24 entrants | 16        |
| Tour élite        | 12 octobre 2018 | du 13 au 18 novembre 2018      | 16                  | 4         |
| Phase finale      |                 | du 25 au 27 avril 2019         | 4                   | -         |

## Tour préliminaire
Tirage au sort le 5 juillet 2018.

### Groupe A
| Rang | Équipe                 | Pts | J | G | N | P | Bp | Bc | Diff |  | Résultats              |  |     |     |      |
| ---- | ---------------------- | --- | - | - | - | - | -- | -- | ---- |  | ---------------------- |  | --- | --- | ---- |
| 1    | Mostar SG StakloradH   | 9   | 3 | 3 | 0 | 0 | 17 | 5  | +12  |  | Mostar SG StakloradH   |  | 3-1 | 4-0 | 10-4 |
| 2    | JB Genthofte           | 6   | 3 | 2 | 0 | 1 | 15 | 4  | +11  |  | JB Genthofte           |  |     | 8-1 | 15-0 |
| 3    | Maccabi Nahalat Itzhak | 3   | 3 | 1 | 0 | 2 | 9  | 15 | -6   |  | Maccabi Nahalat Itzhak |  |     |     | 8-3  |
| 4    | Wattcell               | 0   | 3 | 0 | 0 | 3 | 7  | 24 | -17  |  | Wattcell               |  |     |     |      |

### Groupe B
| Rang | Équipe            | Pts | J | G | N | P | Bp | Bc | Diff |  | Résultats         |  |     |     |     |
| ---- | ----------------- | --- | - | - | - | - | -- | -- | ---- |  | ----------------- |  | --- | --- | --- |
| 1    | Kampuksen Dynamo  | 9   | 3 | 3 | 0 | 0 | 15 | 1  | +14  |  | Kampuksen Dynamo  |  | 4-1 | 2-0 | 9-0 |
| 2    | Murexin AllstarsH | 6   | 3 | 2 | 0 | 1 | 14 | 10 | +4   |  | Murexin AllstarsH |  |     | 5-2 | 8-4 |
| 3    | Sandefjord        | 3   | 3 | 1 | 0 | 2 | 4  | 8  | -4   |  | Sandefjord        |  |     |     | 2-1 |
| 4    | Encamp            | 0   | 3 | 0 | 0 | 3 | 5  | 19 | -14  |  | Encamp            |  |     |     |     |

### Groupe C
| Rang | Équipe          | Pts | J | G | N | P | Bp | Bc | Diff |  | Résultats       |  |     |     |     |
| ---- | --------------- | --- | - | - | - | - | -- | -- | ---- |  | --------------- |  | --- | --- | --- |
| 1    | UddevallaH      | 9   | 3 | 3 | 0 | 0 | 14 | 7  | +7   |  | UddevallaH      |  | 2-1 | 4-2 | 8-4 |
| 2    | Leo             | 6   | 3 | 2 | 0 | 1 | 13 | 6  | +7   |  | Leo             |  |     | 4-2 | 8-2 |
| 3    | Čelik           | 3   | 3 | 1 | 0 | 2 | 12 | 11 | +1   |  | Čelik           |  |     |     | 8-3 |
| 4    | Vængir Júpíters | 0   | 3 | 0 | 0 | 3 | 9  | 24 | -15  |  | Vængir Júpíters |  |     |     |     |

### Groupe D
| Rang | Équipe                | Pts | J | G | N | P | Bp | Bc | Diff |  | Résultats             |  |     |     |      |
| ---- | --------------------- | --- | - | - | - | - | -- | -- | ---- |  | --------------------- |  | --- | --- | ---- |
| 1    | Hohenstein-ErnstthalH | 7   | 3 | 2 | 1 | 0 | 19 | 5  | +14  |  | Hohenstein-ErnstthalH |  | 3-3 | 4-2 | 12-0 |
| 2    | Doukas                | 5   | 3 | 1 | 2 | 0 | 11 | 9  | +2   |  | Doukas                |  |     | 1-1 | 7-5  |
| 3    | FK Tirana             | 4   | 3 | 1 | 1 | 1 | 8  | 9  | -1   |  | FK Tirana             |  |     |     | 5-4  |
| 4    | Belfast United        | 0   | 3 | 0 | 0 | 0 | 9  | 24 | -15  |  | Belfast United        |  |     |     |      |

### Groupe E
| Rang | Équipe          | Pts | J | G | N | P | Bp | Bc | Diff |  | Résultats       |  |     |     |      |
| ---- | --------------- | --- | - | - | - | - | -- | -- | ---- |  | --------------- |  | --- | --- | ---- |
| 1    | Valletta        | 9   | 3 | 3 | 0 | 0 | 17 | 7  | +10  |  | Valletta        |  | 8-5 | 4-2 | 5-0  |
| 2    | VelèsH          | 6   | 3 | 2 | 0 | 1 | 19 | 11 | +8   |  | VelèsH          |  |     | 4-0 | 10-3 |
| 3    | Tallinna Cosmos | 3   | 3 | 1 | 0 | 2 | 9  | 10 | -1   |  | Tallinna Cosmos |  |     |     | 7-2  |
| 4    | Futsamba Naas   | 0   | 3 | 0 | 0 | 3 | 5  | 22 | -17  |  | Futsamba Naas   |  |     |     |      |

### Groupe F
| Rang | Équipe          | Pts | J | G | N | P | Bp | Bc | Diff |  | Résultats       |  |     |      |      |
| ---- | --------------- | --- | - | - | - | - | -- | -- | ---- |  | --------------- |  | --- | ---- | ---- |
| 1    | VytisH          | 9   | 3 | 3 | 0 | 0 | 20 | 4  | +16  |  | VytisH          |  | 4-3 | 12-0 | 4-1  |
| 2    | Hovocubo        | 6   | 3 | 2 | 0 | 1 | 20 | 8  | +12  |  | Hovocubo        |  |     | 5-2  | 12-2 |
| 3    | Reading Escolla | 3   | 3 | 1 | 0 | 2 | 10 | 18 | -8   |  | Reading Escolla |  |     |      | 8-1  |
| 4    | Murata Futsal   | 0   | 3 | 0 | 0 | 3 | 4  | 24 | -20  |  | Murata Futsal   |  |     |      |      |

### Groupe G
| Rang | Équipe                | Pts | J | G | N | P | Bp | Bc | Diff |  | Résultats             |  |     |      |      |
| ---- | --------------------- | --- | - | - | - | - | -- | -- | ---- |  | --------------------- |  | --- | ---- | ---- |
| 1    | Rekord Bielsko-BiałaH | 9   | 3 | 3 | 0 | 0 | 23 | 4  | +19  |  | Rekord Bielsko-BiałaH |  | 2-1 | 11-2 | 10-1 |
| 2    | Varna City            | 4   | 3 | 1 | 1 | 1 | 9  | 8  | +1   |  | Varna City            |  |     | 5-3  | 3-3  |
| 3    | Racing Luxembourg     | 3   | 3 | 1 | 0 | 2 | 11 | 19 | -8   |  | Racing Luxembourg     |  |     |      | 6-3  |
| 4    | Cardiff University    | 1   | 3 | 0 | 1 | 2 | 7  | 19 | -12  |  | Cardiff University    |  |     |      |      |

### Groupe H
| Rang | Équipe                 | Pts | J | G | N | P | Bp | Bc | Diff |  | Résultats              |   |     |     |
| ---- | ---------------------- | --- | - | - | - | - | -- | -- | ---- |  | ---------------------- | - | --- | --- |
| 1    | Informatica TimişoaraH | 6   | 2 | 2 | 0 | 0 | 15 | 2  | +13  |  | Informatica TimişoaraH |   | 6-0 | 9-2 |
| 2    | Lynx Futsal            | 3   | 2 | 1 | 0 | 1 | 5  | 8  | -3   |  | Lynx Futsal            | - |     | 5-2 |
| 3    | Osmanlıspor            | 0   | 2 | 0 | 0 | 2 | 4  | 14 | -10  |  | Osmanlıspor            | - | -   |     |

### Groupe I
| Rang | Équipe           | Pts | J | G | N | P | Bp | Bc | Diff |  | Résultats        |   |     |     |
| ---- | ---------------- | --- | - | - | - | - | -- | -- | ---- |  | ---------------- | - | --- | --- |
| 1    | Tatishvili       | 4   | 2 | 1 | 1 | 0 | 8  | 6  | +2   |  | Tatishvili       |   | 3-1 | 5-5 |
| 2    | Dinamo ChişinăuH | 3   | 2 | 1 | 0 | 1 | 6  | 7  | -1   |  | Dinamo ChişinăuH | - |     | 5-4 |
| 3    | RCD Fidell       | 1   | 2 | 0 | 1 | 1 | 9  | 10 | -1   |  | RCD Fidell       | - | -   |     |

## Tour principal

### Voie A
Les trois premiers de chaque poules se qualifient pour le Tour Elite. Les matchs se déroulent du 3 au 6 octobre 2018.

#### Groupe 1
| Rang | Équipe                 | Pts | J | G | N | P | Bp | Bc | Diff |  | Résultats              |  |     |     |     |
| ---- | ---------------------- | --- | - | - | - | - | -- | -- | ---- |  | ---------------------- |  | --- | --- | --- |
| 1    | SL Benfica             | 7   | 3 | 2 | 1 | 0 | 15 | 5  | +10  |  | SL Benfica             |  | 1-1 | 9-1 | 5-3 |
| 2    | FC Barcelone           | 7   | 3 | 2 | 1 | 0 | 12 | 6  | +6   |  | FC Barcelone           |  |     | 7-3 | 4-2 |
| 3    | FSP Halle-GooikH       | 3   | 3 | 1 | 0 | 2 | 15 | 16 | -1   |  | FSP Halle-GooikH       |  |     |     | 9-4 |
| 4    | Kremlin-Bicêtre futsal | 0   | 3 | 0 | 0 | 3 | 7  | 22 | -15  |  | Kremlin-Bicêtre futsal |  |     |     |     |

#### Groupe 2
| Rang | Équipe            | Pts | J | G | N | P | Bp | Bc | Diff |  | Résultats         |  |     |     |     |
| ---- | ----------------- | --- | - | - | - | - | -- | -- | ---- |  | ----------------- |  | --- | --- | --- |
| 1    | Inter Fútbol Sala | 9   | 3 | 3 | 0 | 0 | 9  | 3  | +6   |  | Inter Fútbol Sala |  | 2-1 | 4-2 | 3-0 |
| 2    | Era-Pack Chrudim  | 6   | 3 | 2 | 0 | 1 | 8  | 5  | +3   |  | Era-Pack Chrudim  |  |     | 6-3 | 1-0 |
| 3    | KMF EkonomacH     | 3   | 3 | 1 | 0 | 2 | 8  | 12 | -4   |  | KMF EkonomacH     |  |     |     | 3-2 |
| 4    | Prodexim Kherson  | 0   | 3 | 0 | 0 | 3 | 2  | 7  | -5   |  | Prodexim Kherson  |  |     |     |     |

#### Groupe 3
| Rang | Équipe               | Pts | J | G | N | P | Bp | Bc | Diff |  | Résultats            |  |     |     |     |
| ---- | -------------------- | --- | - | - | - | - | -- | -- | ---- |  | -------------------- |  | --- | --- | --- |
| 1    | Gazprom-Ugra Yugorsk | 9   | 3 | 3 | 0 | 0 | 15 | 2  | +13  |  | Gazprom-Ugra Yugorsk |  | 2-0 | 9-1 | 4-1 |
| 2    | DobovecH             | 6   | 3 | 2 | 0 | 1 | 9  | 4  | +5   |  | DobovecH             |  |     | 3-0 | 6-2 |
| 3    | Sibiryak             | 3   | 3 | 1 | 0 | 2 | 4  | 13 | -9   |  | Sibiryak             |  |     |     | 3-1 |
| 4    | MVFC Berettyóújfalu  | 0   | 3 | 0 | 0 | 3 | 4  | 13 | -9   |  | MVFC Berettyóújfalu  |  |     |     |     |

#### Groupe 4
| Rang | Équipe            | Pts | J | G | N | P | Bp | Bc | Diff |  | Résultats         |  |     |     |     |
| ---- | ----------------- | --- | - | - | - | - | -- | -- | ---- |  | ----------------- |  | --- | --- | --- |
| 1    | Kairat Almaty     | 9   | 3 | 3 | 0 | 0 | 15 | 4  | +11  |  | Kairat Almaty     |  | 2-1 | 6-0 | 7-3 |
| 2    | Sporting CP       | 6   | 3 | 2 | 0 | 1 | 9  | 4  | +5   |  | Sporting CP       |  |     | 3-2 | 5-0 |
| 3    | Lidselmash Lida   | 3   | 3 | 1 | 0 | 2 | 5  | 11 | -6   |  | Lidselmash Lida   |  |     |     | 3-2 |
| 4    | FC Feniks DrenasH | 0   | 3 | 0 | 0 | 3 | 5  | 15 | -10  |  | FC Feniks DrenasH |  |     |     |     |

### Voie B
Le premier de poule se qualifie pour le Tour Elite.

#### Groupe 5
| Rang | Équipe              | Pts | J | G | N | P | Bp | Bc | Diff |  | Résultats           |  |     |     |     |
| ---- | ------------------- | --- | - | - | - | - | -- | -- | ---- |  | ------------------- |  | --- | --- | --- |
| 1    | Acqua e Sapone      | 9   | 3 | 3 | 0 | 0 | 18 | 3  | +15  |  | Acqua e Sapone      |  | 6-1 | 6-2 | 6-0 |
| 2    | APOEL NicosieH      | 3   | 3 | 1 | 0 | 2 | 7  | 11 | -4   |  | APOEL NicosieH      |  |     | 4-0 | 1-5 |
| 3    | Mostar SG Staklorad | 3   | 3 | 1 | 0 | 2 | 10 | 14 | -4   |  | Mostar SG Staklorad |  |     |     | 8-4 |
| 4    | Uddevalla           | 3   | 3 | 1 | 0 | 2 | 9  | 16 | -7   |  | Uddevalla           |  |     |     |     |

#### Groupe 6
| Rang | Équipe           | Pts | J | G | N | P | Bp | Bc | Diff |  | Résultats        |  |     |     |     |
| ---- | ---------------- | --- | - | - | - | - | -- | -- | ---- |  | ---------------- |  | --- | --- | --- |
| 1    | Novo VrijemeH    | 9   | 3 | 3 | 0 | 0 | 14 | 6  | +8   |  | Novo VrijemeH    |  | 4-3 | 4-2 | 6-1 |
| 2    | Aktobe           | 6   | 3 | 2 | 0 | 1 | 12 | 6  | +6   |  | Aktobe           |  |     | 6-2 | 3-0 |
| 3    | Tatishvili       | 3   | 3 | 1 | 0 | 2 | 9  | 11 | -2   |  | Tatishvili       |  |     |     | 5-1 |
| 4    | Kampuksen Dynamo | 0   | 3 | 0 | 0 | 3 | 2  | 14 | -12  |  | Kampuksen Dynamo |  |     |     |     |

#### Groupe 7
| Rang | Équipe                | Pts | J | G | N | P | Bp | Bc | Diff |  | Résultats             |  |     |     |     |
| ---- | --------------------- | --- | - | - | - | - | -- | -- | ---- |  | --------------------- |  | --- | --- | --- |
| 1    | Rekord Bielsko-Biała  | 7   | 3 | 2 | 1 | 0 | 13 | 2  | +11  |  | Rekord Bielsko-Biała  |  | 1-1 | 7-0 | 5-1 |
| 2    | Informatica Timişoara | 4   | 3 | 1 | 1 | 1 | 7  | 4  | +3   |  | Informatica Timişoara |  |     | 6-2 | 0-1 |
| 3    | FK NikarsH            | 3   | 3 | 1 | 0 | 2 | 6  | 16 | -10  |  | FK NikarsH            |  |     |     | 4-3 |
| 4    | Hohenstein-Ernstthal  | 3   | 3 | 1 | 0 | 2 | 5  | 9  | -4   |  | Hohenstein-Ernstthal  |  |     |     |     |

#### Groupe 8
| Rang | Équipe         | Pts | J | G | N | P | Bp | Bc | Diff |  | Résultats      |  |     |     |     |
| ---- | -------------- | --- | - | - | - | - | -- | -- | ---- |  | -------------- |  | --- | --- | --- |
| 1    | Vytis          | 9   | 3 | 3 | 0 | 0 | 9  | 2  | +7   |  | Vytis          |  | 3-2 | 1-0 | 5-0 |
| 2    | MIMEL LučenecH | 6   | 3 | 2 | 0 | 1 | 11 | 8  | +3   |  | MIMEL LučenecH |  |     | 5-2 | 4-3 |
| 3    | Araz Naxçivan  | 1   | 3 | 0 | 1 | 2 | 3  | 7  | -4   |  | Araz Naxçivan  |  |     |     | 1-1 |
| 4    | Valletta       | 1   | 3 | 0 | 1 | 2 | 4  | 10 | -6   |  | Valletta       |  |     |     |     |

## Tour élite

### Groupe A
| Rang | Équipe          | Pts | J | G | N | P | Bp | Bc | Diff |  | Résultats       |  |     |     |     |
| ---- | --------------- | --- | - | - | - | - | -- | -- | ---- |  | --------------- |  | --- | --- | --- |
| 1    | Inter FS        | 9   | 3 | 3 | 0 | 0 | 13 | 6  | +7   |  | Inter FS        |  | 5-1 | 4-3 | 4-2 |
| 3    | KMN Dobovec     | 6   | 3 | 2 | 0 | 1 | 8  | 10 | -2   |  | KMN Dobovec     |  |     | 5-4 | 2-1 |
| 2    | FSP Halle-Gooik | 3   | 3 | 1 | 0 | 2 | 12 | 11 | +1   |  | FSP Halle-Gooik |  |     |     | 5-2 |
| 4    | FK Vytis H      | 0   | 3 | 0 | 0 | 3 | 5  | 11 | -6   |  | FK Vytis H      |  |     |     |     |

### Groupe B
| Rang | Équipe                  | Pts | J | G | N | P | Bp | Bc | Diff |  | Résultats               |  |     |     |     |
| ---- | ----------------------- | --- | - | - | - | - | -- | -- | ---- |  | ----------------------- |  | --- | --- | --- |
| 1    | FC Barcelone H          | 9   | 3 | 3 | 0 | 0 | 11 | 2  | +9   |  | FC Barcelone H          |  | 2-0 | 6-1 | 3-1 |
| 2    | Gazprom-Ugra Yugorsk    | 6   | 3 | 2 | 0 | 1 | 7  | 7  | 0    |  | Gazprom-Ugra Yugorsk    |  |     | 3-2 | 4-3 |
| 4    | KMF Ekonomac Kragujevac | 3   | 3 | 1 | 0 | 2 | 11 | 13 | -2   |  | KMF Ekonomac Kragujevac |  |     |     | 8-4 |
| 3    | Rekord Bielsko-Biała    | 0   | 3 | 0 | 0 | 3 | 8  | 15 | -7   |  | Rekord Bielsko-Biała    |  |     |     |     |

### Groupe C
| Rang | Équipe              | Pts | J | G | N | P | Bp | Bc | Diff |  | Résultats           |  |     |     |     |
| ---- | ------------------- | --- | - | - | - | - | -- | -- | ---- |  | ------------------- |  | --- | --- | --- |
| 1    | Sporting Portugal H | 7   | 3 | 2 | 1 | 0 | 11 | 1  | +10  |  | Sporting Portugal H |  | 1-1 | 4-0 | 6-0 |
| 2    | SL Benfica          | 7   | 3 | 2 | 1 | 0 | 10 | 3  | +7   |  | SL Benfica          |  |     | 4-2 | 5-0 |
| 3    | PMFK Sibiryak       | 3   | 3 | 1 | 0 | 2 | 5  | 9  | -4   |  | PMFK Sibiryak       |  |     |     | 3-1 |
| 4    | MNK Novo Vrijeme    | 0   | 3 | 0 | 0 | 3 | 1  | 14 | -13  |  | MNK Novo Vrijeme    |  |     |     |     |

### Groupe D
| Rang | Équipe             | Pts | J | G | N | P | Bp | Bc | Diff |  | Résultats          |  |     |     |      |
| ---- | ------------------ | --- | - | - | - | - | -- | -- | ---- |  | ------------------ |  | --- | --- | ---- |
| 1    | Kairat Almaty      | 9   | 3 | 3 | 0 | 0 | 15 | 5  | +10  |  | Kairat Almaty      |  | 4-1 | 4-2 | 7-2  |
| 2    | Acqua e Sapone     | 6   | 3 | 2 | 0 | 1 | 15 | 7  | +8   |  | Acqua e Sapone     |  |     | 3-0 | 11-3 |
| 3    | Era-Pack Chrudim H | 3   | 3 | 1 | 0 | 2 | 6  | 7  | -1   |  | Era-Pack Chrudim H |  |     |     | 4-0  |
| 4    | MFK LSM Lida       | 0   | 3 | 0 | 0 | 3 | 5  | 22 | -17  |  | MFK LSM Lida       |  |     |     |      |

## Phase finale
La finale à quatre se déroule du 26 au 28 avril 2019 à Almaty.
|  | Demi-finales  | Demi-finales |                        |   | Finale    | Finale    |
|  | Demi-finales  | Demi-finales |                        |   | Finale    | Finale    |
|  |               |              |                        |   |           |           |
|  | 26 avril,     | 26 avril,    |                        |   | 28 avril, | 28 avril, |
|  | 26 avril,     | 26 avril,    |                        |   | 28 avril, | 28 avril, |
|  | FC Barcelone  | 2            |                        |   | 28 avril, | 28 avril, |
|  | FC Barcelone  | 2            |                        |   | 28 avril, | 28 avril, |
|  | Kairat Almaty | 5            |                        |   | 28 avril, | 28 avril, |
|  | Kairat Almaty | 5            | Kairat Almaty          | 1 |           |           |
|  | 26 avril,     |              | Kairat Almaty          | 1 |           |           |
|  |               | Sporting CP  | 2                      |   |           |           |
|  | Sporting CP   | Sporting CP  | 2                      | 5 |           |           |
|  | Sporting CP   |              |                        | 5 |           |           |
|  | Inter FS      | 3            |                        |   |           |           |
|  | Inter FS      | 3            | Match pour la 3e place |   |           |           |
|  |               |              |                        |   |           |           |
|  | 28 avril,     |              |                        |   |           |           |
|  |               |              |                        |   |           |           |
|  | FC Barcelone  | 3            |                        |   |           |           |
|  | FC Barcelone  | 3            |                        |   |           |           |
|  | Inter FS      | 1            |                        |   |           |           |
|  | Inter FS      | 1            |                        |   |           |           |